# Прелука (Хореа)
Прелука (рум. Preluca) насеље је у Румунији у округу Алба у општини Хореа. Oпштина се налази на надморској висини од 1107 m.

## Становништво
Према подацима из 2002. године у насељу је живело 78 становника, од којих су сви румунске националности.